# Kristen (Vorname)
Kristen ist ein weiblicher und männlicher Vorname skandinavischer Herkunft. Die weibliche Form ist eine Variante von Kirsten oder Christine. Sie ist in den Vereinigten Staaten recht verbreitet. Die männliche Form ist eine Variante von Kristian bzw. Christian und wurde zu Beginn des 20. Jahrhunderts relativ häufig vergeben.

## Bekannte Namensträgerinnen
- Kristen Anderson-Lopez (* 1972), US-amerikanische Schauspielerin, Drehbuchautorin und Musikproduzentin
- Kristen Babb-Sprague (* 1968), US-amerikanische Synchronschwimmerin
- Kristen Bell (* 1980), US-amerikanische Schauspielerin
- Kristen Britain (* 1965), US-amerikanische Schriftstellerin
- Kristen Cloke (* 1968), US-amerikanische Schauspielerin
- Kristen Connolly (* 1980), US-amerikanische Schauspielerin und Filmproduzentin
- Kristen Dalton (Schauspielerin) (* 1966), US-amerikanische Schauspielerin
- Kristen Dalton (Schönheitskönigin) (* 1986), US-amerikanische Schönheitskönigin
- Kristen Foxen (* 1986), kanadische Pokerspielerin
- Kristen Gutoskie (* 1988), kanadische Schauspielerin
- Kristen Hager (* 1984), kanadische Schauspielerin
- Kristen Johnston (* 1967), US-amerikanische Schauspielerin
- Kristen Kit (* 1988), kanadische Steuerfrau im Rudern
- Kristen Mann (* 1983), US-amerikanische Basketballspielerin
- Kristen Meadows (* 1957), US-amerikanische Schauspielerin
- Kristen Miller (* 1976), US-amerikanische Schauspielerin
- Kristen Nuss (* 1997), US-amerikanische Beachvolleyballspielerin
- Kristen O’Neill (* 1983), US-amerikanische Basketballspielerin
- Kristen Pfaff (1967–1994), US-amerikanische Musikerin
- Kristen Renton (* 1982), US-amerikanische Schauspielerin
- Kristen Schaal (* 1978), US-amerikanische Komikerin
- Kristen Simmons (* 1984), US-amerikanische Autorin dystopischer Romane
- Kristen Stewart (* 1990), US-amerikanische Schauspielerin
- Kristen Thorsness (* 1960), US-amerikanische Ruderin
- Kristen Welker (* 1976), US-amerikanische Fernsehjournalistin
- Kristen Wiig (* 1973), US-amerikanische Schauspielerin, Komödiantin und Drehbuchautorin
- Kristen Wilson (* 1969), US-amerikanische Schauspielerin
- Kristen Zang (* 1974), US-amerikanische Schauspielerin

## Bekannte Namensträger
- Kristen Bjorn (* 1957), englischer Filmregisseur und Produzent
- Krist Novoselic (* 1965), US-amerikanischer Rockmusiker (Bass)
- Kristen Nygaard (1926–2002), norwegischer Mathematiker und Pionier auf dem Gebiet der Programmiersprachen
- Kristen Rohlfs (1930–2017), deutscher Astrophysiker
- Kristen Viikmäe (* 1979), estnischer Fußballspieler

## Varianten
- Christen (männlich/weiblich)
- Christian (männlich)
- Christine, Christina (weiblich)
- Karsten (männlich)
- Kerstin (weiblich)
- Kirsten (männlich/weiblich)
- Kristin (isländisch, weiblich)
- Kristinn (isländisch, männlich)